# Первомайський (Абзеліловський район)
Первома́йський (рос. Первомайский, башк. Первомайский) — присілок (у минулому селище) у складі Абзеліловського району Башкортостану, Росія. Входить до складу Янгільської сільської ради.
Населення — 362 особи (2010; 350 в 2002).
Національний склад:
- башкири — 91%